# Зокирова, Нилуфар Обиджоновна
Нилуфар Обиджоновна Зокирова (узб. Nilufar Obidjonovna Zokirova; 15 июня 1997 года, Ташкент, Узбекистан) — узбекская гребец-каноистка в одиночном и парном разряде в основном в заплыве на 200 и 500 метров, член сборной Узбекистана. Чемпионка Азии, призёр Азиатских игр и Чемпионата мира, участница XXXII Летних Олимпийских игр.

## Карьера
Начала заниматься греблей на каноэ под руководством тренера Александра Жужгова на канале Бозсу в Ташкенте, а с 2014 года в сборной тренировалась у Рустама Мирзадиярова.
В 2017 году на Чемпионате Азии по гребле на байдарках и каноэ в Шанхае (Китай) в парном направлении с Дилнозой в заплыва на 200 метров завоевала золотую медаль, а в заплыве на 500 метров серебро.
В 2018 году на Летних Азиатских играх в Джакарте (Индонезия) в парном направлении с Дилнозой Рахматовой завоевала серебряную медаль в заплыва на 500 метров.
В 2019 году на Чемпионате мира по гребле на байдарках и каноэ среди молодёжи в Питешти (Румыния) в парном направлении с Дилнозой Рахматовой с результатом 43.340 секунд завоевала золотую медаль в заплыва на 200 метров. На Чемпионате мира по гребле на байдарках и каноэ в Цеглед (Венгрия) в парном направлении с Дилнозой в заплыва на 200 метров завоевала бронзовую медаль с результатом 46.60 секунд. Помимо этого они на дистанции 500 метров финишировали пятыми и таким образом удостоились путёвки на Летние Олимпийские игры в Токио (Япония). В этом же году на Кубке президента России в Москве на дистанции 500 метров финишировали с Дилнозой вторыми с результатом 1:59,046 минут. В 2019 году на втором этапе Кубка мира по гребле на байдарках и каноэ в Дуйсбурге (Германия) завоевали серебряные медали.
На XXXII Летних Олимпийских играх в предварительном заплыве на дистанции 500 метров в паре с Дилнозой Рахматовой показали четвёртый результат (2:04.854 минут) и прошли в четвертьфинал. В четвертьфинале они показали второй результат (2:04.450 минут) в заплыве и прошли в полуфинал.
В одиночном заплыве на дистанции 200 метров Нилуфар в четвертьфинале показала шестой результат (48,995 секунд) и завершила выступление.